# Ceres Futebol Clube
Il Ceres Futebol Clube, noto anche semplicemente come Ceres, è una società calcistica brasiliana con sede nella città di Rio de Janeiro, capitale dell'omonimo stato di Rio de Janeiro.

## Storia
Il 10 luglio 1933, il Ceres Futebol Clube è stato fondato dai marinai del primo distretto navale (Primeiro Distrito Naval), che abitavano in via Ceres, nel quartiere di Bangu.

## Palmarès

### Competizioni statali
- Campeonato Carioca Série B1: 1

1990
- Campeonato Carioca Série B2: 1

2019